# Lorenzo di Mariano

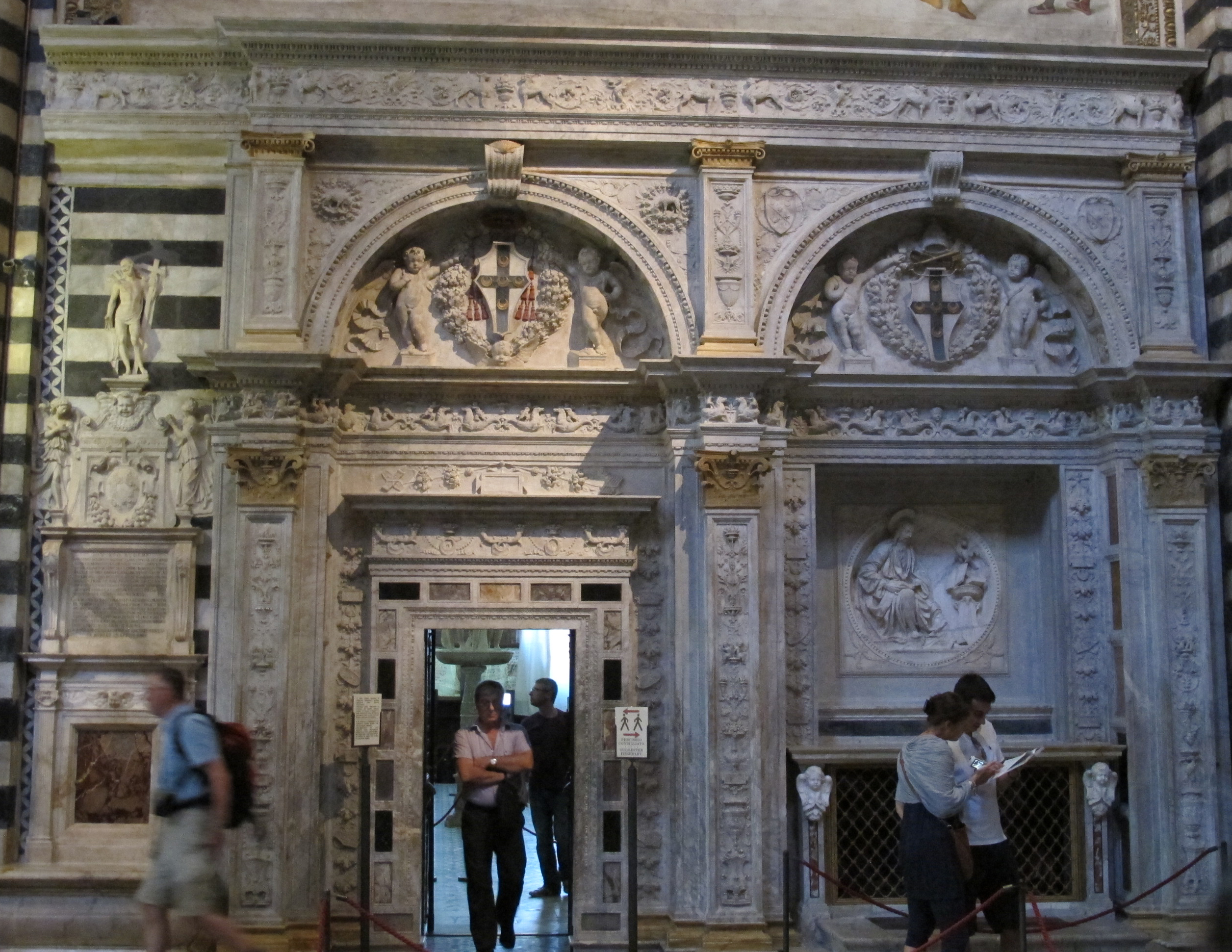
Facciata della Libreria Piccolomini

Lorenzo di Mariano Fucci, detto il Marrina (Siena, 1476 – Siena, 1534), è stato uno scultore italiano.

## Biografia
Fu allievo di Giovanni di Stefano e nel 1506 fu capomastro dell'Opera del Duomo della sua città. Nel 1507 lavorò alla cappella Piccolomini nella basilica di San Francesco, per la quale realizzò l'ornamento marmoreo per l'altare e il pavimento; nella stessa chiesa realizzò in seguito anche un altro altare.
Numerose le sue opere sparse per la città, tra le quali spiccano l'altare maggiore della chiesa di Fontegiusta (1509-1517), l'altare Marsili in San Martino (1522) e la facciata della Libreria Piccolomini nel Duomo.
Amato per il suo virtuosismo nel trattare il marmo, fu influenzato dall'arte classica, ma si dedicò raramente alla scultura a tutto tondo: l'unica opera sicura di tale genere riferibile alla sua mano è un busto di santa Caterina da Siena (1517) in terracotta policroma, conservato nell'oratorio di Santa Caterina del Paradiso della contrada del Drago.